# Monticole rougequeue
Monticola rufocinereus
Espèce
Statut de conservation UICN

 LC  : Préoccupation mineure
Le Monticole rougequeue (Monticola rufocinereus), dit également Petit Monticole ou Petit Merle de roches, une espèce de passereaux de la famille des Muscicapidae. C'est le plus petit des monticoles.

## Répartition
Cet oiseau se trouve dans la corne d'Afrique et l'Afrique de l'Est, la péninsule arabique; précisément en Érythrée, Éthiopie, Kenya, Oman, Arabie saoudite, Somalie, Soudan, Tanzanie, Ouganda et Yémen.

## Habitat
Il vit dans des régions rocheuses légèrement arborées et dans la savane aride.

## Description

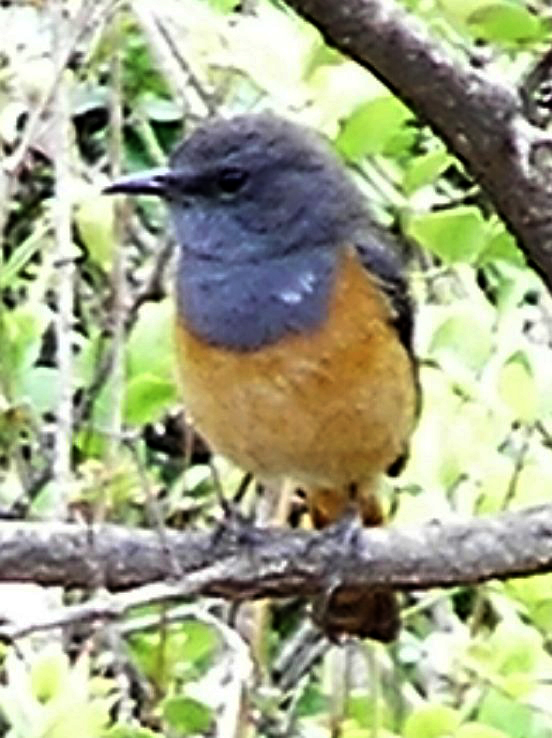
Petit monticole en Éthiopie

Il mesure de 15 cm à 16 cm. Son plumage est gris-bleu avec le croupion de couleur orange, comme les plumes inférieures de sa queue, et sa gorge gris foncé tirant sur le noir. La femelle est plus terne et plus pâle.

## Sous-espèces
D'après la classification de référence (version 5.2, 2015) du Congrès ornithologique international, cette espèce est constituée des deux sous-espèces suivantes :
- Monticola rufocinereus rufocinereus : Afrique de l'Est ;
- Monticola rufocinereus sclateri : sud-ouest de la péninsule arabique.

## Source
- (en) BirdLife International 2009 Monticola rufocinereus